# Estación Central de Berlín

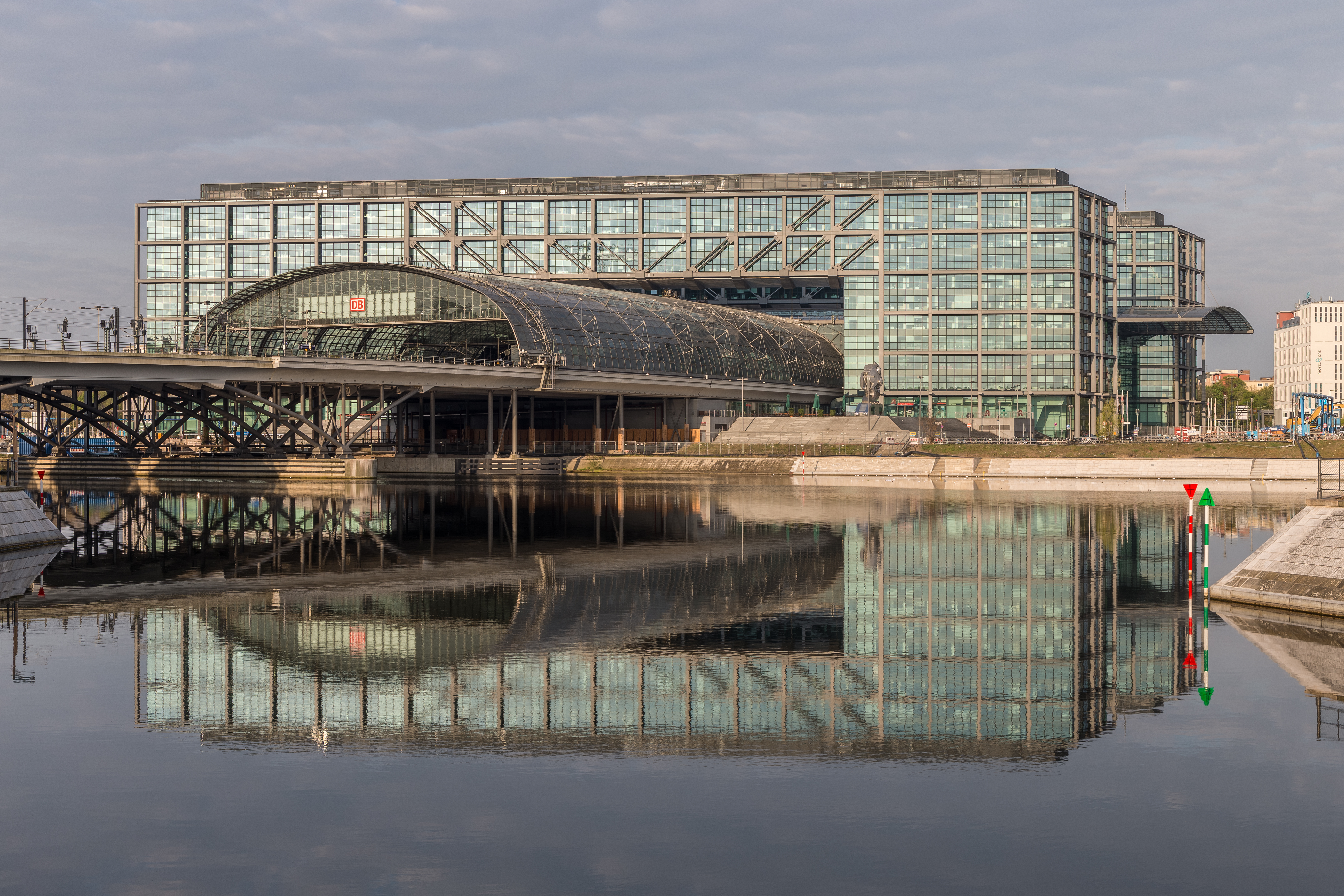
Vista Este de la estación.

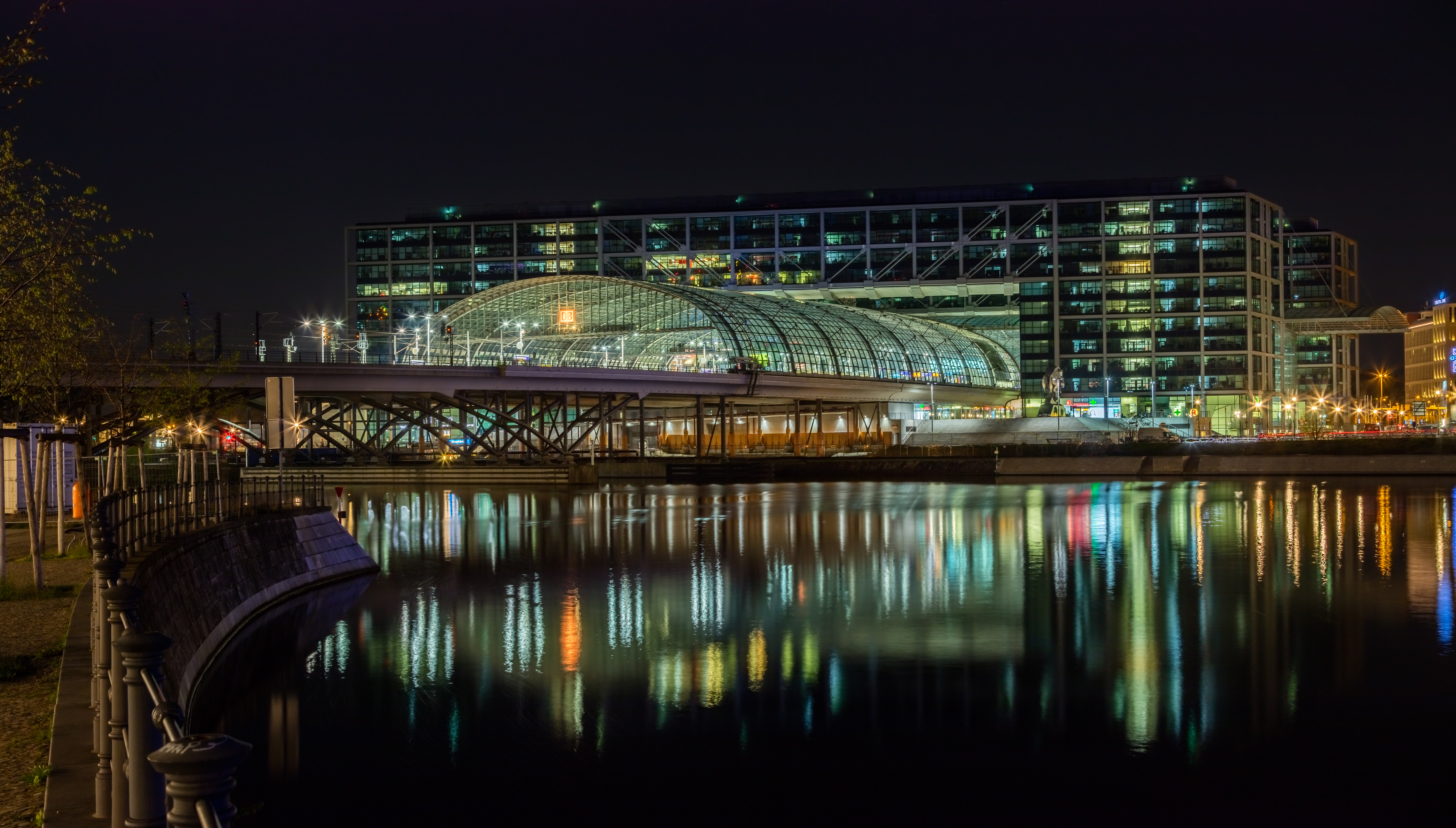
Vista nocturna sobre el río Spree.

La Estación Central de Berlín (en alemán Berlin Hauptbahnhof) es la mayor estación ferroviaria de paso de la Unión Europea.  Está ubicada en el centro de Berlín (Alemania), cerca de la Cancillería, del Reichstag (edificio del Parlamento de Alemania) y de la Puerta de Brandeburgo.
El complejo es un diseño del arquitecto alemán Meinhard von Gerkan, del estudio Gerkan, Marg und Partner. El coste inicial del proyecto era de 700 millones de euros, cantidad que finalmente ascendió hasta 900 millones.

## Historia

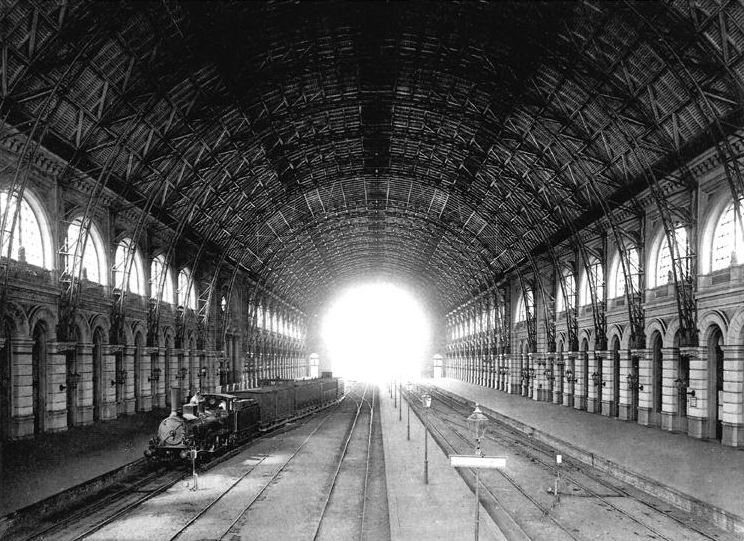
Antigua Lehrter Bahnhof (1879); la mayor parte de la ciudad fue destruida por los Aliados durante la Segunda Guerra Mundial.

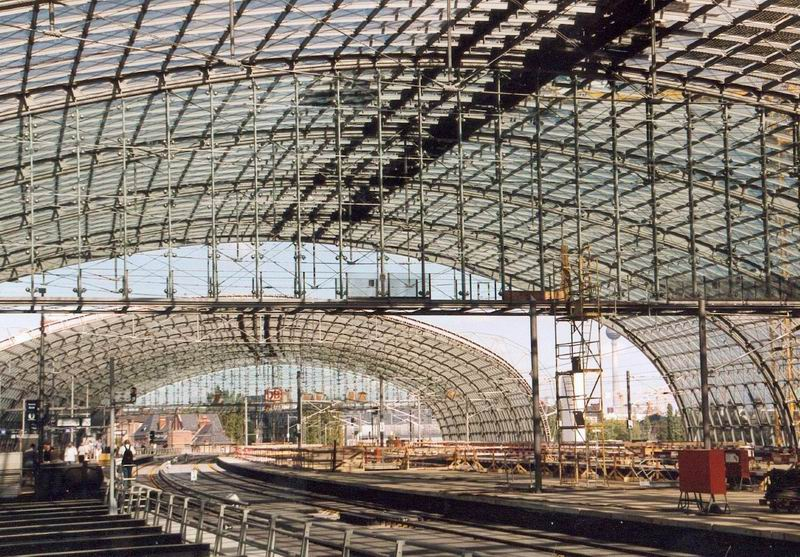
Interior de la bóveda.

La estación actual empezó a ser construida en 2002, siendo inaugurada el 25 de mayo de 2006, justo a tiempo para la celebración de la Copa Mundial de Fútbol de 2006. Esta nueva estación sustituye a las ocho estaciones terminales que existían en Berlín al final del siglo XIX con una sola estación de intercambios en dos niveles en forma de cruce. 
Las antiguas estaciones terminales resultaron severamente dañadas en la Segunda Guerra Mundial, y posteriormente separadas de sus alrededores por las condiciones de la división de Alemania en dos Estados y los tres sectores occidentales de Berlín. Toda la red ferroviaria de Berlín, este y oeste, fue administrada y operada por la Deutsche Reichsbahn de la RDA. Los pocos trenes que vinculaban Berlín Occidental con la RFA (Alemania Occidental) no terminaban en las estaciones terminales históricas por sus destinos y orígenes, pero pasaban todos por la Stadtbahn, el viaducto ferroviario atravesando el centro de Berlín este-oeste y pasando por el territorio de la RDA en la estación Friedrichstraße. La caída del Muro de Berlín en 1989, la reunificación estatal y la decisión de instalar la capital en Berlín obligaban a realizar grandes cambios para integrar la nueva situación. La Stadtbahn tenía una capacidad insuficiente para todo el tráfico que se había creado. 
La solución realizada en el marco de la Remodelación de Berlín es una concepción fungiforme con el sombrerete trazado por la Stadtbahn y el tallo por la nueva línea norte-sur en el Nord-Süd-Fernbahn. La estación de cruce fue construida sobre el emplazamiento del antiguo Lehrter Bahnhof (Estación de Lehrte) donde terminaban los trenes procedentes de Hannover, Colonia y el Ruhr vecino de la Estación de Hamburgo. Los trenes del norte llegan por el arco norte de la Ringbahn, la línea circular ferroviaria y los del oeste por la Stadtbahn. 
Las líneas servidas antiguamente por el Anhalter Bahnhof están conectadas a la Estación Central por el túnel norte-sur Fernbahn (Fernbahn o larga distancia para diferenciar del túnel norte-sur de la S-Bahn de Berlín, que no son compatibles por su electrificación distinta y la altura de los trenes).

## Funcionamiento
La circulación diaria es de 240 000 personas aproximadamente, repartidas en unos 500 trenes en el eje norte-sur y unos 250 en el eje este-oeste. A ello se suma la circulación de 1000 trenes ligeros y metro.
Tiene 6 vías en tres andenes en el eje este-oeste, es decir, en el nivel superior del viaducto de la Stadtbahn, y 8 vías subterráneas para el eje norte-sur. Además cuenta con más de 80 negocios.

## El edificio

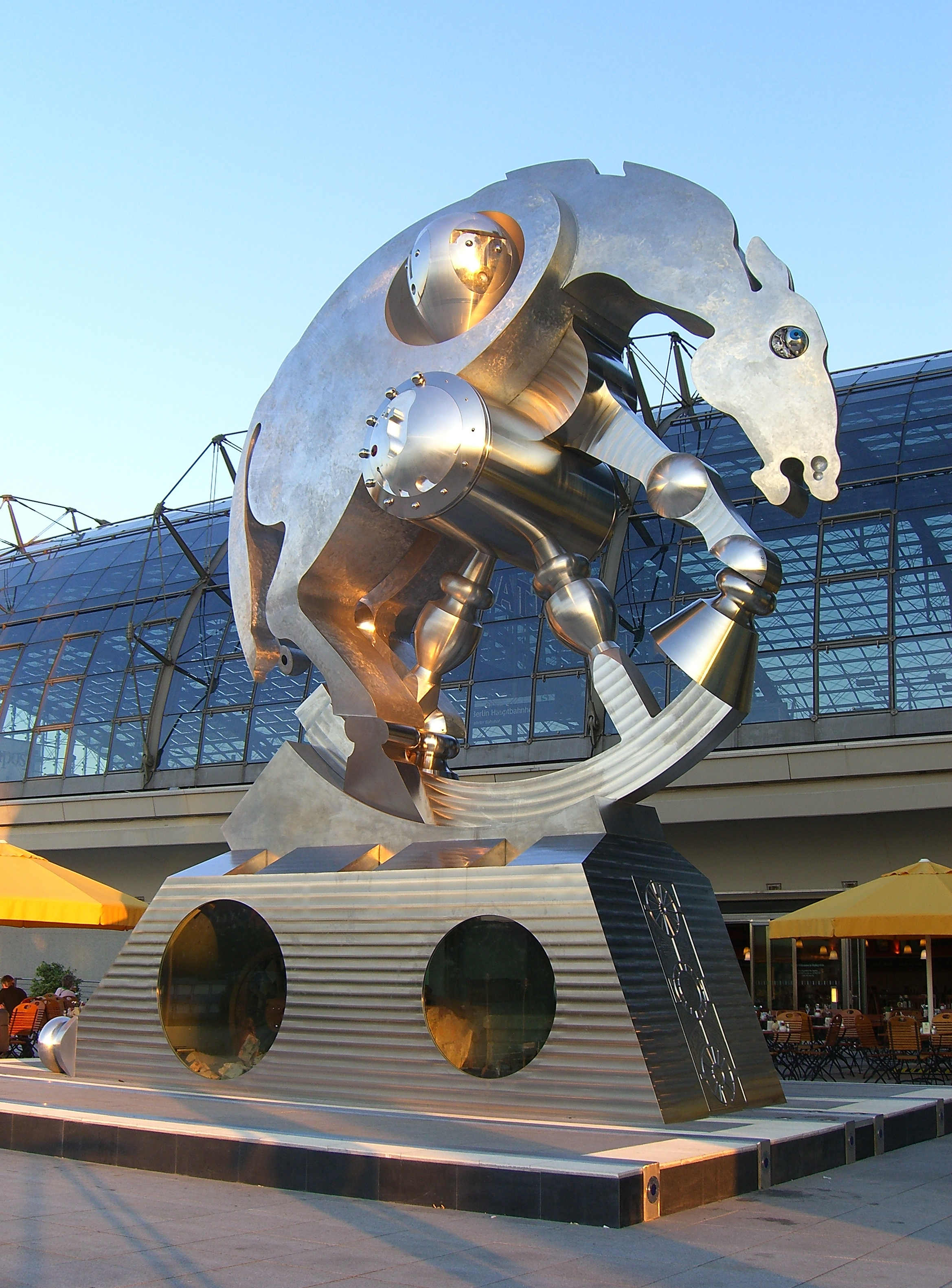
Rolling Horse, escultura erigida en la Europaplatz frente a la estación.

La superficie total es de 70 000 m² distribuidos en cinco plantas, con un total de 15 000 m² para restaurantes y comercios situados en las tres plantas centrales, mientras que la superior e inferior albergan los andenes ferroviarios. A ambos lados de la estación se alzan dos bloques de oficinas y viviendas.
La estación se halla a varios centenares de metros de la antigua estación Berlin Hauptbahnhof-Lehrter Bahnhof del S-Bahn (Stadtbahn) que conectaba Berlín-Spandau/Berlín-Charlottenburgo con Berlín-Friedrichstrasse, Berlín-Alexanderplatz, Berlín-Ostbahnhof y Berlín-Lichtenberg. La antigua estación fue demolida a principios de la década de los 2000, cuando ya estaba construida la infraestructura de la actual Estación Central para evitar cortar el importante tráfico ferroviario que soporta el Stadtbahn (un tren cada 30 segundos).  
La estación es una pieza clave en el desarrollo de esta zona, con un plan de urbanización que mantiene un equilibrio entre oficinas, hoteles, comercios, viviendas y zonas verdes.
Esta estación central está equidistante de las dos estaciones que oficiaban de estaciones centrales de las partes en que estaba dividida la ciudad antes de la caída del muro de Berlín: Alexanderplatz en Berlín Este, y Berlin Zoologischer Garten en Berlín Occidental. Al otro lado del río Spree se encuentra el complejo Parlamentario y la cancillería.
La parte central es una bóveda curva de 20 000 m², compuesta por 8500 vidrios de diferentes tamaños unidos por más de 80 000 m de tirantes.

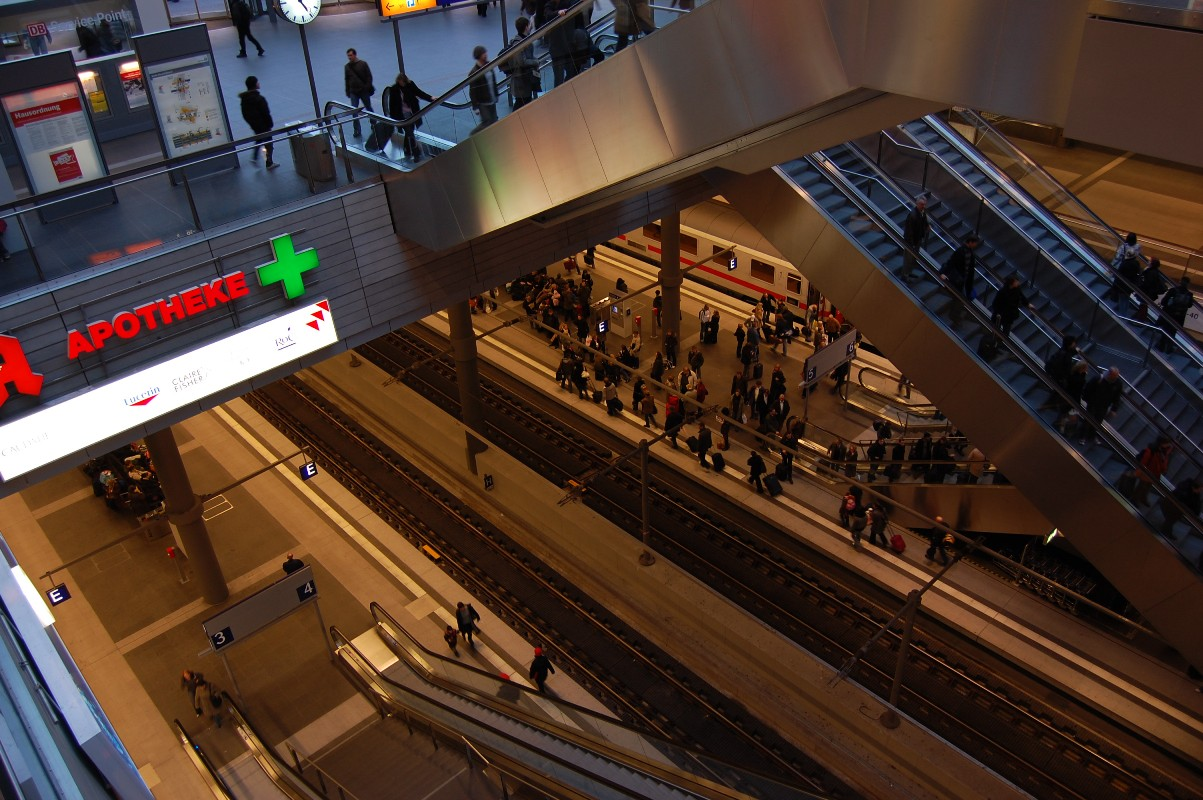
Vista del primer nivel y parte del segundo desde el tercer piso de la estación.

La estación cumple con los más altos estándares que la arquitectura ecológica puede implementar en esta clase de construcciones. El hábil manejo de la luz natural y especialmente la instalación de paneles fotovoltaicos en el tejado, que suministrarán cerca de 50 % del consumo energético de la estación, colocan a esta obra como un referente en la materia.
La cuarta parte del presupuesto fue destinada a los cimientos, ya que la central está ubicada en el margen del río Spree, sobre un territorio que tiene como base cerca de 100 m de arena. Se utilizó una técnica que consiste en construir estanques de hormigón de 25 m de profundidad, que se llenaron de agua freática que fue bombeada.